# Brock University

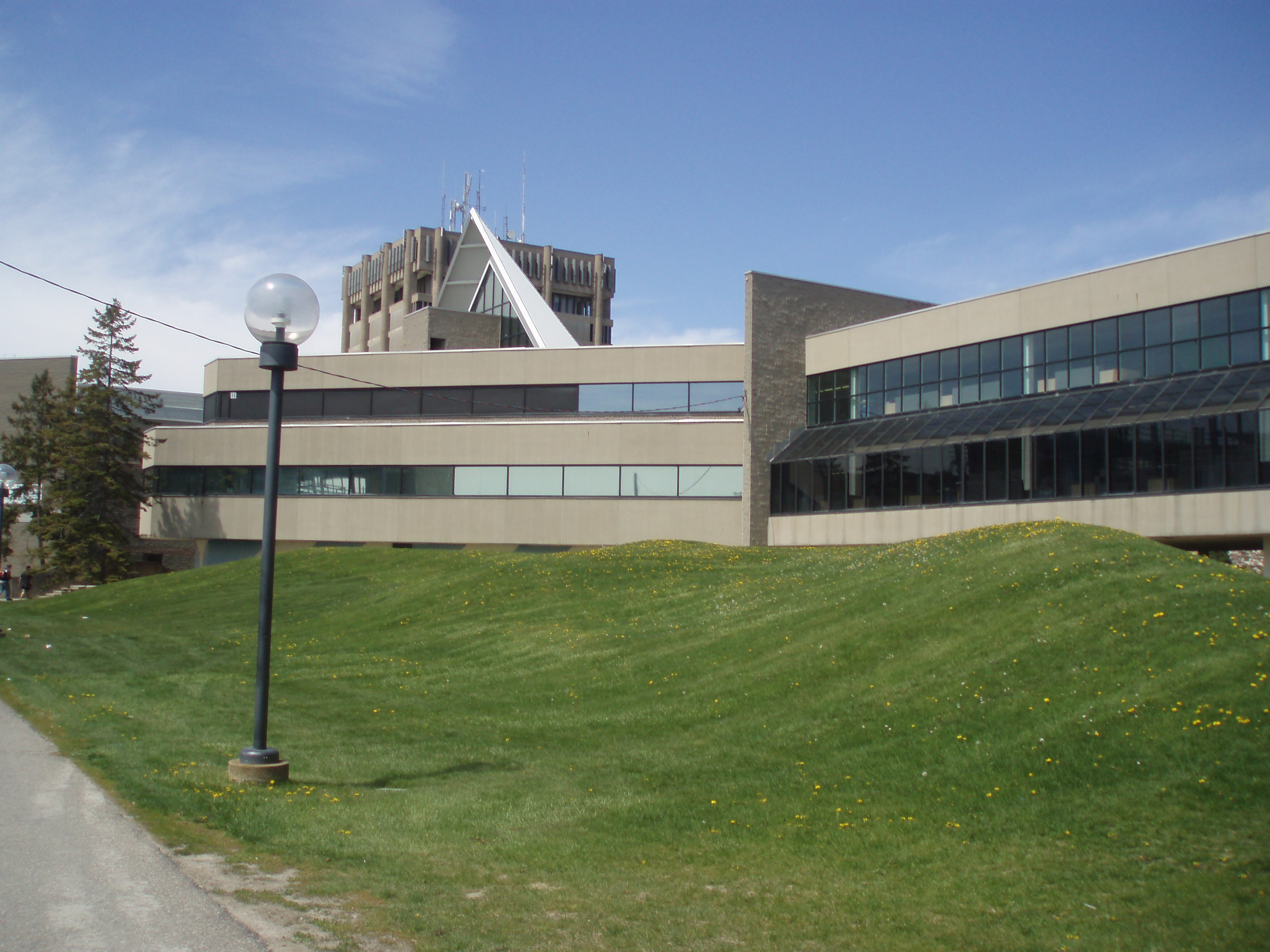
Der Mackenzie-Chown-Komplex

Die Brock University ist eine relativ junge und stark wachsende Universität im Süden von St. Catharines, in der Provinz Ontario im Süden Kanadas.  Die meisten Studenten sind undergraduates (ersten vier Studienjahre mit Bachelor-Abschluss), aber es gibt auch ein Graduierten-Programm (zweites Universitätsstudium mit Master-Abschluss).
Gründungsdatum ist 1964, ein Zeitraum vieler Gründungen in Kanada. Eine gute Reputation der Ausbildung zeichnet die mittelgroße Uni aus.

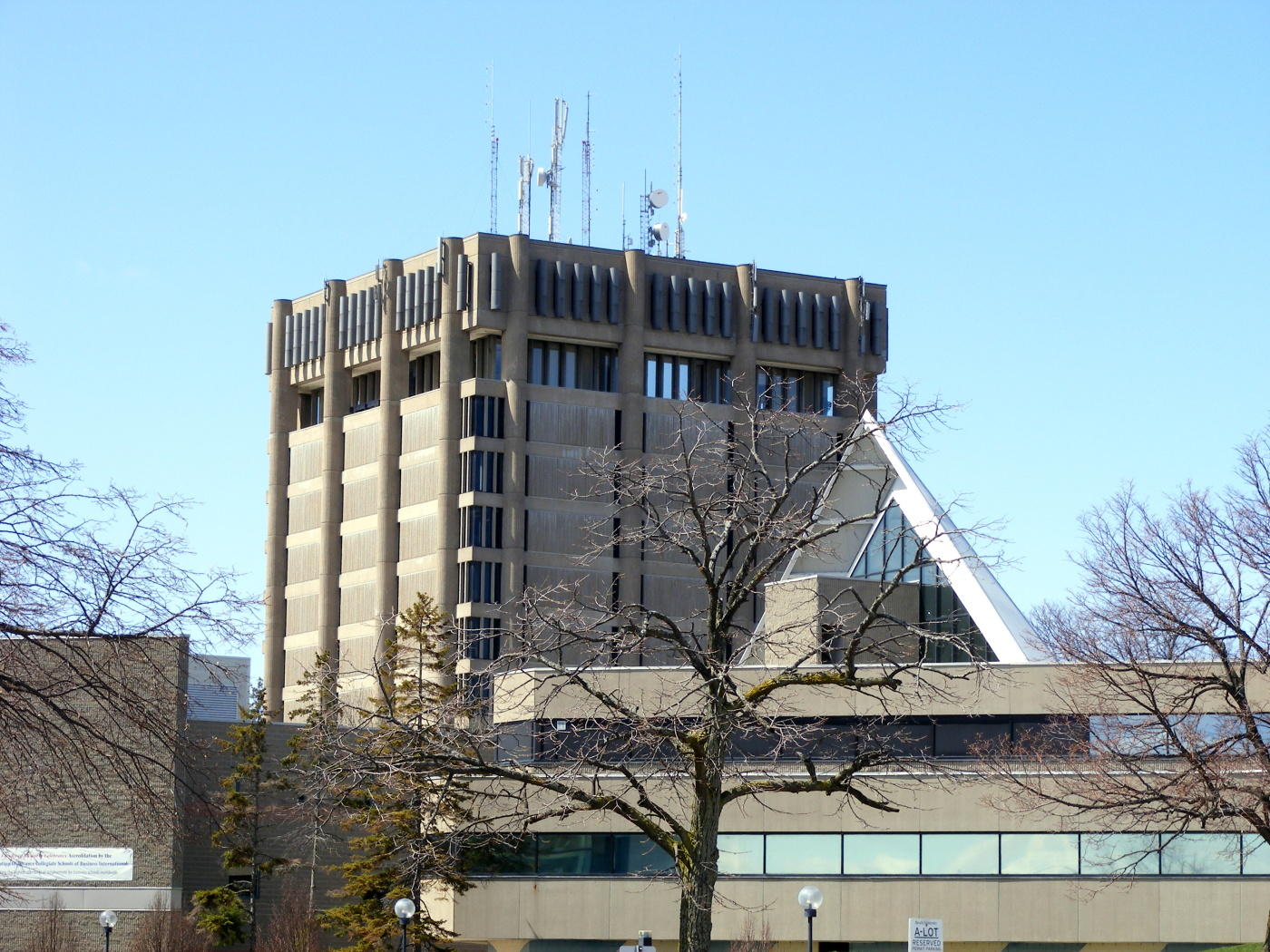
Arthur Schmon Tower

Brock University war zweiter im Ranking von The Globe and Mails 2003 University Report Expansion mit einigen Millionen-Dollar-Projekten.
Die Universität wurde nach Isaac Brock benannt, einem erfolgreichen britischen General bei der Verteidigung Kanadas gegen amerikanische Truppen in der frühen Phase des Kriegs von 1812. Dessen letzten Worte, „Push on!“ (in Latein „Surgite!“) sind nun das Motto der Universität.

## Fachbereiche
Die Universität ist mit Stand 2021 in folgende sieben Fakultäten und ein Institut gegliedert:
- Wirtschaftswissenschaften (Goodman School of Business)
- Angewandte Gesundheitswissenschaften (Faculty of Applied Health Sciences)
- Pädagogik/Bildung (Faculty of Education)
- Graduiertenschule (Faculty of Graduate Studies)
- Geisteswissenschaften (Faculty of Humanities)
- Mathematik und Naturwissenschaft (Faculty of Mathematics and Science)
- Sozialwissenschaften (Faculty of Social Sciences)
- Bildende und darstellende Künste (Marilyn I. Walker School of Fine and Performing Arts)

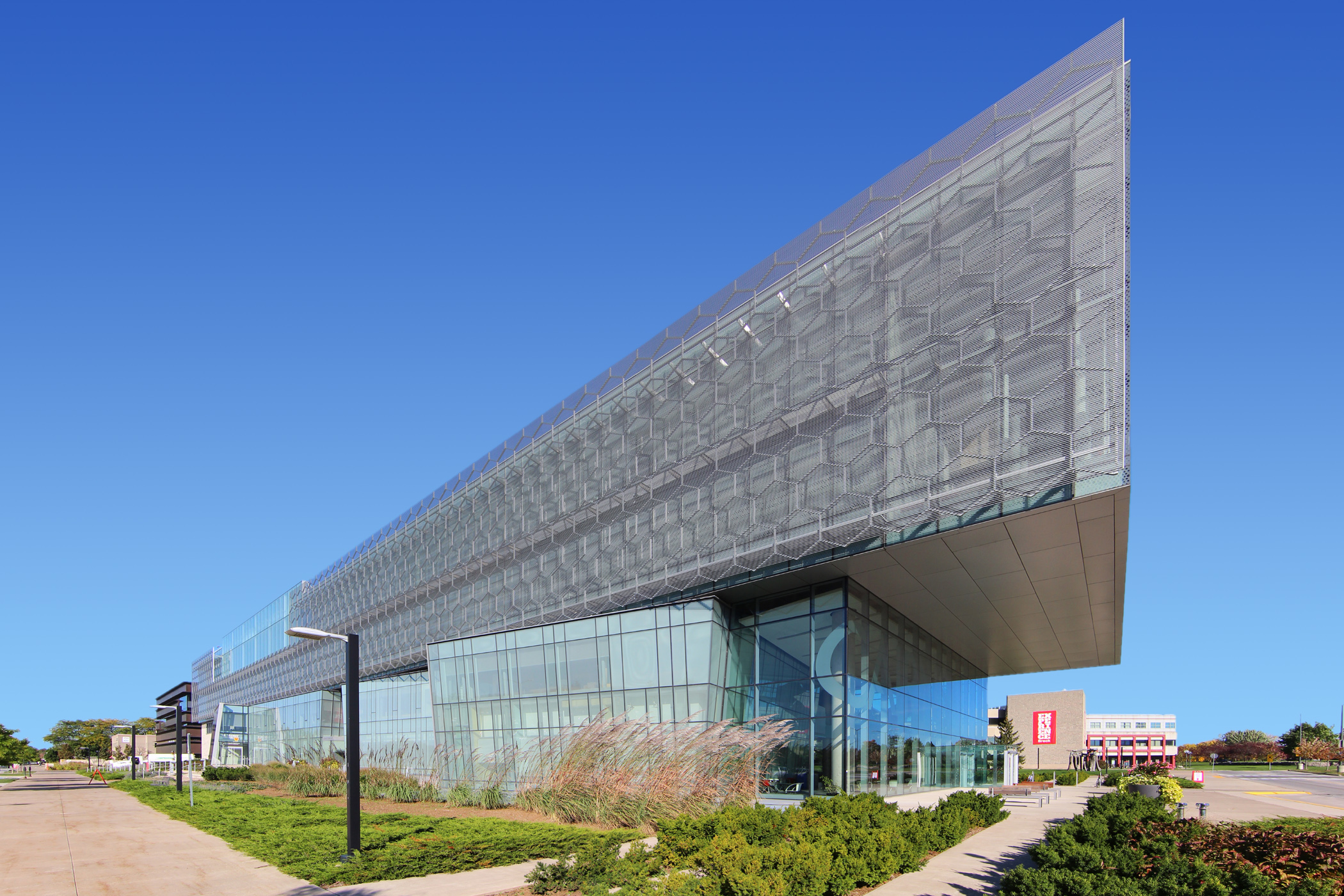
2012 fertiggestelltes Gebäude der Brock-Universität mit den Laboren der Biowissenschaften

## Zahlen zu den Studierenden
Von den 19.681 Studierenden im Herbst 2019 nannten sich 10.968 weiblich (55,7 %) und 8.359 männlich (42,5 %). 17.066 (87 %) studierten in Vollzeit, 2.615 in Teilzeit (13 %). 17.737 der Studierenden (90,1 %) strebten ihren ersten Studienabschluss an (in der Regel einen Bachelor), sie waren also undergraduates. 1.944 (9,9 %) arbeiteten auf einen weiteren Abschluss hin (z. B. einen Master), sie waren postgraduates. Über 100.000 Personen haben an der Universität einen Abschluss erhalten. 2003/2004 waren etwa 16.000 Studenten eingeschrieben, von denen 70 % von außerhalb der Region Niagara kamen. 2016/2017 waren es 18.798 Studenten, 2017/2018 18.832.

## Persönlichkeiten
Ehemalige Studenten:
- Daniel Adair (* 1975), kanadischer Schlagzeuger, seit 2005 in der Rockband Nickelback[8]
- Dennis Hull (* 1944), kanadischer Eishockeyspieler, 1972 in der kanadischen Nationalmannschaft[8]
- Kyle Dubas (* 1985), kanadischer Eishockeyfunktionär, seit 2018 Manager der Toronto Maple Leafs[9]
- Tonya Verbeek (* 1977), kanadische Ringerin, Medaillengewinnerin bei den Olympischen Spielen 2004, 2008 und 2012[8]

Ehrendoktorwürde:
- Kim Campbell (* 1947), kanadische Politikerin, 1993 Premierministerin Kanadas, Ehrendoktorwürde in Jura 1998[10][11]